# Fehérvár FC
Fehérvár Football Club mađarski je nogometni klub iz Stolnog Biograda.
Klub je bio poznat 1980-ih, kad je došao do završnice Kupa UEFA, u kojoj je pobijedio madridski Real, ali je ostalo zabilježeno da ga je Videoton pobijedio u Madridu. 
Godine 2005. promijenio je ime u Fehérvár. Pred početak sezone 2009./10. je vratio ime Videoton.

## Klupski uspjesi
Kup UEFA
- Finalist (1): 1984./85.

## Vanjske poveznice
- Službena web-stranica